# Puhovac (Serbia)
Puhovac (cyr. Пуховац) – wieś w Serbii, w okręgu rasińskim, w gminie Aleksandrovac. W 2011 roku liczyła 455 mieszkańców.